# Euclides de Mégara
Euclides de Mégara (em grego:  Εὐκλείδης ὁ Μεγαρεύς, Eucleides) foi um filósofo grego natural de Mégara, discípulo de Sócrates (estando presente em sua morte) e fundador da escola megárica. Sua vida se deu, aproximadamente, entre 435 a.C. a 365 a.C..[nota 1]
Sua filosofia foi uma mescla entre o pensamento de Sócrates e o de Parmênides. Ele considerou que o Bem supremo é o Uno, e este é concebido segundo as características eleatas de identidade e igualdade. Tudo o que fosse contrário ao Bem, era entendido como ilusório ou inexistente. Editores e tradutores na Idade Média frequentemente o confundiram com Euclides de Alexandria ao discutir os Elementos deste último.

## Vida
Euclides nasceu em Mégara, mas em Atenas ele se tornou seguidor de Sócrates. Tão ansioso por ouvir o ensino e o discurso de Sócrates, que quando, por um tempo, Atenas proibiu qualquer cidadão de Mégara de entrar na cidade, Euclides entraria furtivamente em Atenas após o anoitecer, disfarçado de mulher para ouvi-lo falar. Ele é representado no prefácio de Teeteto, de Platão, como responsável por escrever a conversa entre Sócrates e o jovem Teeteto, muitos anos antes. Sócrates também supostamente reprovou Euclides por este gostar de disputas erísticas. Ele estava presente na morte de Sócrates (399 a.C.), após a qual Euclides retornou a Mégara, onde ofereceu refúgio a Platão e outros alunos assustados de Sócrates.
Em Mégara, Euclides fundou uma escola de filosofia que ficou conhecida como a escola megárica e que floresceu por cerca de um século. Dizia-se que os alunos de Euclides foram Íctias, o segundo líder da escola megárica; Eubulides de Mileto; Clinômaco; e Trasímaco de Corinto. Trasímaco foi professor de Estilpo, professor de Zenão de Cítio, o fundador da escola estoica. 

## Filosofia

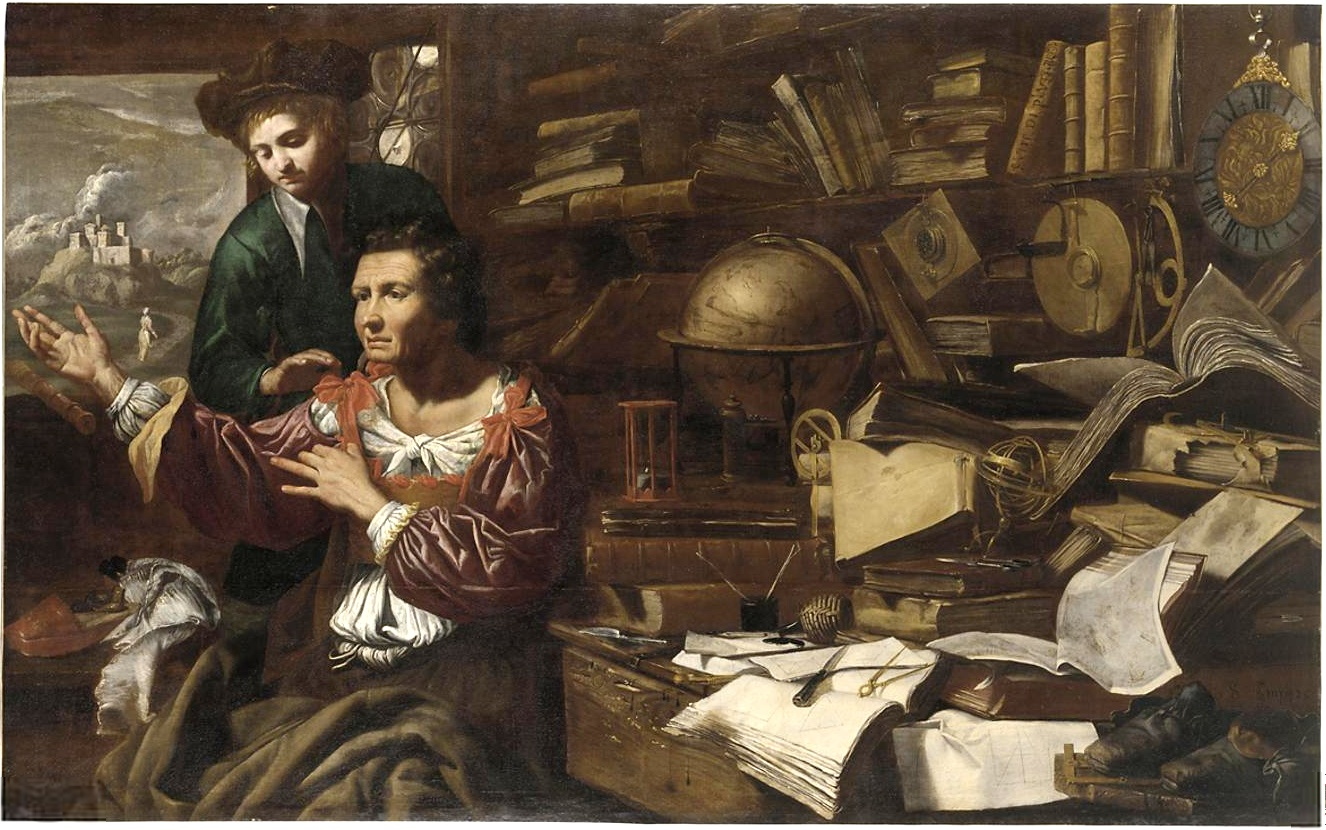
Euclides de Mégara Vestindo-se como Mulher para Ouvir Sócrates Ensinar em Atenas, de Domenico Marolì, c. 1650

O próprio Euclides escreveu seis diálogos - o Lamprias, o Ésquines, o Fênix, o Crito, os Alcibíades e o diálogo Amatório - mas nenhum sobrevive. A principal fonte existente em seus pontos de vista é o breve resumo de Diógenes Laércio. A filosofia de Euclides era uma síntese de ideias eleáticas e socráticas. Sócrates afirmou que o maior conhecimento era entender o bem. Os eleáticos alegaram que o maior conhecimento é o único Ser universal do mundo. Misturando essas duas ideias, Euclides afirmou que bom é o conhecimento desse ser. Portanto, esse bem é a única coisa que existe e tem muitos nomes, mas na verdade é apenas uma coisa. Ele identificou a ideia eleática de "O Um" com a "Ideia do Bem" socrática, que ele chamou de "Razão", "Deus", "Mente", "Sabedoria", etc.. Essa era a verdadeira essência do Ser, e era eterno e imutável. A ideia de um bem universal também permitiu a Euclides descartar tudo o que não é bom, porque alegou que o bem cobria todas as coisas na Terra com seus muitos nomes. Euclides adotou a ideia socrática de que o conhecimento é virtude e que a única maneira de entender o mundo que nunca muda é através do estudo da filosofia. Euclides ensinou que as próprias virtudes eram, simplesmente, o conhecimento do único bem, ou Ser. Como ele disse, "O Bom é Um, mas podemos chamá-lo por vários nomes, às vezes como sabedoria, às vezes como Deus, às vezes como Razão" e ele declarou: "o oposto do Bem não existe".
Euclides também estava interessado em conceitos e dilemas da lógica. Euclides e seus seguidores megarianos usavam o diálogo e o método erístico para defender suas idéias. O método erístico permitiu que eles provassem suas ideias, refutando as idéias com as quais estavam discutindo e, portanto, provando indiretamente o próprio ponto de vista (ver reductio ad absurdum). Ao atacar uma manifestação, não eram as premissas assumidas, mas as conclusões que ele atacava, o que presumidamente significa que ele tentava refutar seus oponentes em se tirando consequências absurdas de suas conclusões. Ele também rejeitava o argumento por analogia. Seus herdeiros doutrinários, os lógicos estoicos, inauguraram a escola de lógica mais importante na antiguidade, excetuando-se os peripatéticos de Aristóteles. 